# Rolf Weder
Rolf Weder (* 2. Juni 1960 im Appenzellerland) ist ein Schweizer Ökonom und Professor. Er ist seit dem Jahr 2000 ordentlicher Professor für Ökonomie und europäische Integration an der Universität Basel.

## Leben
Sein Volkswirtschaftsstudium absolvierte er an der Universität St. Gallen. Es folgten die Promotion und die Habilitation an der Universität Basel sowie eine Professur am Department of Economics der University of British Columbia in Vancouver. Weders Forschung konzentriert sich vor allem auf Fragen des internationalen Handels und der europäischen Einigung.

## Werke (Auswahl)
- mit Aymo Brunetti, Markus Jaggi: Wirtschaftliche Öffnung und Abstimmungsverhalten. Eine Analyse am Beispiel der Schweizer EWR-Abstimmung. Wirtschaftswissenschaftliches Zentrum der Universität Basel, 1997, 34 S.
- mit Aymo Brunetti, Markus Jaggi: Die Schweiz in der europapolitischen Zwickmühle. Wirtschaftliche Umverteilung als entscheidender Faktor in der Aussenpolitik. Verlag Neue Zürcher Zeitung, 1999, 284 S.
- mit Beat Spirig: Von Rosinen und anderen Spezialitäten. Die Schweiz und die EU. Verlag Neue Zürcher Zeitung, 2011, 270 S.
- mit Christian Rutzer: De-Industrialisierung der Schweiz? Fakten, Gründe und Strategien im internationalen Vergleich. Springer Fachmedien Wiesbaden, 2021, 322 S.